# Guoxiang (sockenhuvudort i Kina, Jiangsu Sheng, lat 31,25, long 120,67)
Guoxiang (kinesiska: 郭巷, 郭巷街道) är en sockenhuvudort i Kina. Den ligger i provinsen Jiangsu, i den östra delen av landet, omkring 200 kilometer sydost om provinshuvudstaden Nanjing. Antalet invånare är 99 014. Befolkningen består av 47 404 kvinnor och 51 610 män. Barn under 15 år utgör 9,0 %, vuxna 15-64 år 84 %, och äldre över 65 år 5,0 %.
Runt Guoxiang är det tätbefolkat, med 947 invånare per kvadratkilometer. Närmaste större samhälle är Suzhou, 9,1 km nordväst om Guoxiang. Trakten runt Guoxiang består till största delen av jordbruksmark.
Genomsnittlig årsnederbörd är 1 661 millimeter. Den regnigaste månaden är juni, med i genomsnitt 221 mm nederbörd, och den torraste är december, med 59 mm nederbörd.